# Ян II Железный
Ян II Железный (чеш. Jan II. Železný, ок.1365 — 1424) — князь Ратиборско-крновский (1380/1382 — 1424), высочайший гофмейстер Чешского королевства (1397).

## Биография
Ян был старшим сыном ратиборско-крновского князя Яна I и Анны Жаганьской. После смерти отца, наступившей между 1380 и 1382 годами, он унаследовал княжество совместно с младшим братом Микулашем, но фактически управлял им самостоятельно. Когда Микулаш в 1385 году достиг совершеннолетия, Ян выделил ему в самостоятельное управление город Брунталь и стал единоличным правителем Ратиборско-крновского княжества. Находясь в финансовых затруднениях, он был вынужден с согласия короля Вацлава IV в 1385 году передать города Крнов и Глубчице в залог князю Владиславу Опольчику.
В 1387 году Ян II основал город Берунь. В 1391 году он передал епископу Кракова деревни Имелин, Коштовы и Хелм-Слёнски на восточной границе своего княжества, после чего они перестали быть частью Силезии. Деревня Халемба близ Руда-Слёнска возникла на базе металлургического завода, основанного его братом Микулашем IV в 1394 году. В 1394 году Ян II основал еще один металлургическое производство на месте заброшенной деревни Богучице. В конце XVI века это поселение превратилось в город Катовице.
Свою политическую карьеру Ян II связал со службой Люксембургской династии. Он был верховным наместником короля Вацлава IV в Чехии, и это сделало его одним из самых могущественных людей в Чешском королевстве. Он также занимал пост бургграфа Карлштейна. В 1397 году ряд знатных советников обвинили короля Вацлава IV в пренебрежении своими обязанностями римского короля и попросили его созвать имперский сейм. Ян II пригласил их на пир в замок Карлштейн 11 июня 1397 года. Там он напал на них со словами: «Вы, господа, советовали нашему господину, королю, не заботиться о нашей немецкой земле, потому что все, чего вы хотите, - это чтобы он стал римским королем», после чего убил их. После этого Ян II со своими сторонниками отправился ко двору короля Вацлава IV в Бероуне и доложил ему, что он только что ликвидировал опасный заговор. За это ему был пожалован титул высочайшего гофмейстера Чешского королевства. В том же году двоюродный брат короля Йост Моравский был вынужден передать графство Кладское и Зомбковице-Слёнске в залог Вацлаву IV, который продал свой залог Яну II. После смерти в 1405 году бездетного брата Микулаша IV Ян вернул Брументаль в состав своего княжества.
В 1406 году, не желая допустить закрепления цешинских Пястов в Освенциме, он организовал убийство Пшемыслава Малого, сына князя цешинского Пшемыслава Носака. Пшемыслав Малый возвращался из Гливице в Цешин, как вдруг рядом с Рыбником попал в засаду, устроенную по приказу Яна II Железного неким Мартином Хрзаном. Однако убийство не принесло ожидаемых выгод, а лишь усугубило вражду, существовавшую между Яном и Пшемыславом Носаком с тех пор, как Ян сменил Пшемыслава на посту королевского наместника в Чехии.
После того, как сводный брат Вацлава, король Венгрии Сигизмунд, осадил Рацибуж 1400 году, Ян II воспользовался встречей королей Вацлава IV и Владислава II Ягайло во Вроцлаве в 1404 году, чтобы создать союз против Венгрии. Верная служба Люксембургам не помешала Яну II Железному принять в 1414 году участие на польской стороне в войне с Тевтонским орденом (в то время как король Вацлав сражался на противоположной стороне).
После смерти Вацлава Ян II перешел на сторону его преемника, короля Сигизмунда, и принес ему ленную присягу во Вроцлаве в 1420 году во время имперского сейма. Мятежные жители Чехии послали послов к великому князю литовскому Витовту, чтобы предложить ему чешскую корону. Когда они проезжали через Рацибуж 21 сентября 1421 года, горожане арестовали их, и Ян II передал их королю Сигизмунду. В качестве мести за это гуситы захватили и разорили Рацибуж. Сигизмунд вознаградил Яна II, передав ему право на выкуп Крнова и Глубчице у князя Людвика II Бжегского.
Князь Ян II Железный умер в 1424 году и был похоронен в доминиканском монастыре в Рацибуже.

## Семья и дети
В 1407 году князь Ян II Железный женился на Елене Литовской (ум.1449), дочери Корибута Ольгердовича из династии Гедиминовичей. У них родились два сына и дочь:
- Вацлав II Ратиборский (1405 – 1456), князь ратиборско-крновский и ратиборский
- Микулаш V Крновский (1409 – 1452), князь ратиборско-крновский и крновский
- Маргарита (1410 – 1459), замужем за 1) князем Казимиром I Освенцимским; 2) князем Земовитом V Мазовецким